# Adrien Basin
Adrien Basin (... – dopo il 1498) è stato un compositore, diplomatico e cantore francese-fiammingo del primo Rinascimento, appartenuto alla scuola di Borgogna. Assieme a Antoine Busnois e Hayne van Ghizeghem viene indicato come cantore personale di Carlo il Temerario, duca di Borgogna.

## Biografia
Poco si conosce dei primi anni della sua vita e appare per la prima volta nei registri come cantore di Isabella di Borbone che fu moglie di Carlo il Temerario. In seguito sembra che sia stato aggiunto alla cappella personale di Carlo, quando questi divenne duca. A differenza di molti dei musicisti della corte di Borgogna, che viaggiarono insieme a Carlo a seguito delle sue imprese militari (che amava la musica tanto quanto la guerra e amava avere un intrattenimento musicale durante le sue campagne militari), Basin sembra essere rimasto a Bruges la maggior parte del tempo. Dopo la morte di Carlo nella Battaglia di Nancy nel 1477, Basin divenne un diplomatico, secondo una fonte del 1480. L'ultima fonte esistente sulla sua vita è datata 1498, quando è documentato divenne erede di suo fratello Pierre.
Tutte le opere superstiti di Basin sono canzoni di musica profana, anche se alcune delle musiche anonime nei manoscritti del tempo possono essere a lui attribuite. Delle sue canzoni profane, una è divenuta molto popolare. Nos amys vous vous abusés è stata utilizzato da diversi compositori successivi, tra cui  Tinctoris, come fonte di  messe e numerose copie del brano sono state trovate in alcune collezioni di paesi lontani come Polonia e Portogallo. Prima dell'avvento della stampa musicale all'inizio del XVI secolo, tale distribuzione era rara e mostra in generale la popolarità di un pezzo. Questa canzone, inclusa nel Mellon Chansonnier, è l'unica sicuramente attribuita ad Adrien: le altre, attribuite semplicemente a Basin, potrebbero essere state scritte da suo fratello.
Le date di composizione delle canzoni di Basin non sono note, ma probabilmente vennero scritte durante il periodo in cui era cantore alla corte di Carlo. Se egli scrisse più tardi altra musica, questa non è sopravvissuta o lo è in forma anonima.

## Opere
Tre canzoni attribuite a Basin:
- Nos amys vous vous abusés (rondeau, 3 voci)
- Ma dame faytes moy savoir (attribuita a Basin nella fonte (Roma, Biblioteca Casanatense, sezione Musica, 2856: potrebbe essere di suo fratello Pierre)
- Vien'avante morte (attribuita semplicemente a Basin; anche questa potrebbe essere di Pierre Basin)[1]